# Guadalquivir
El Guadalquivir (en castellà, río Guadalquivir; de l'àrab الوادي الكبير al-wādi al-kabīr, «el riu gran») és un riu de la península Ibèrica que neix a la Cañada de Aguafría, a 1.400 metres d'altura, a la Serra de Cazorla (Jaén). Discorre per les províncies de Jaén, Còrdova i Sevilla i desemboca a Sanlúcar de Barrameda (Cadis), en un ample estuari compartit amb la província de Huelva.
Els romans el van anomenar Betis, ja que era el riu principal de la Bètica (Andalusia) i la serralada on neix tant el Guadalquivir com els seus principals afluents es diu Bètica. És l'únic riu espanyol navegable, des de Sevilla fins a l'oceà Atlàntic. Entre la capital andalusa i l'estuari s'estén una important zona humida: les marismes del Guadalquivir.

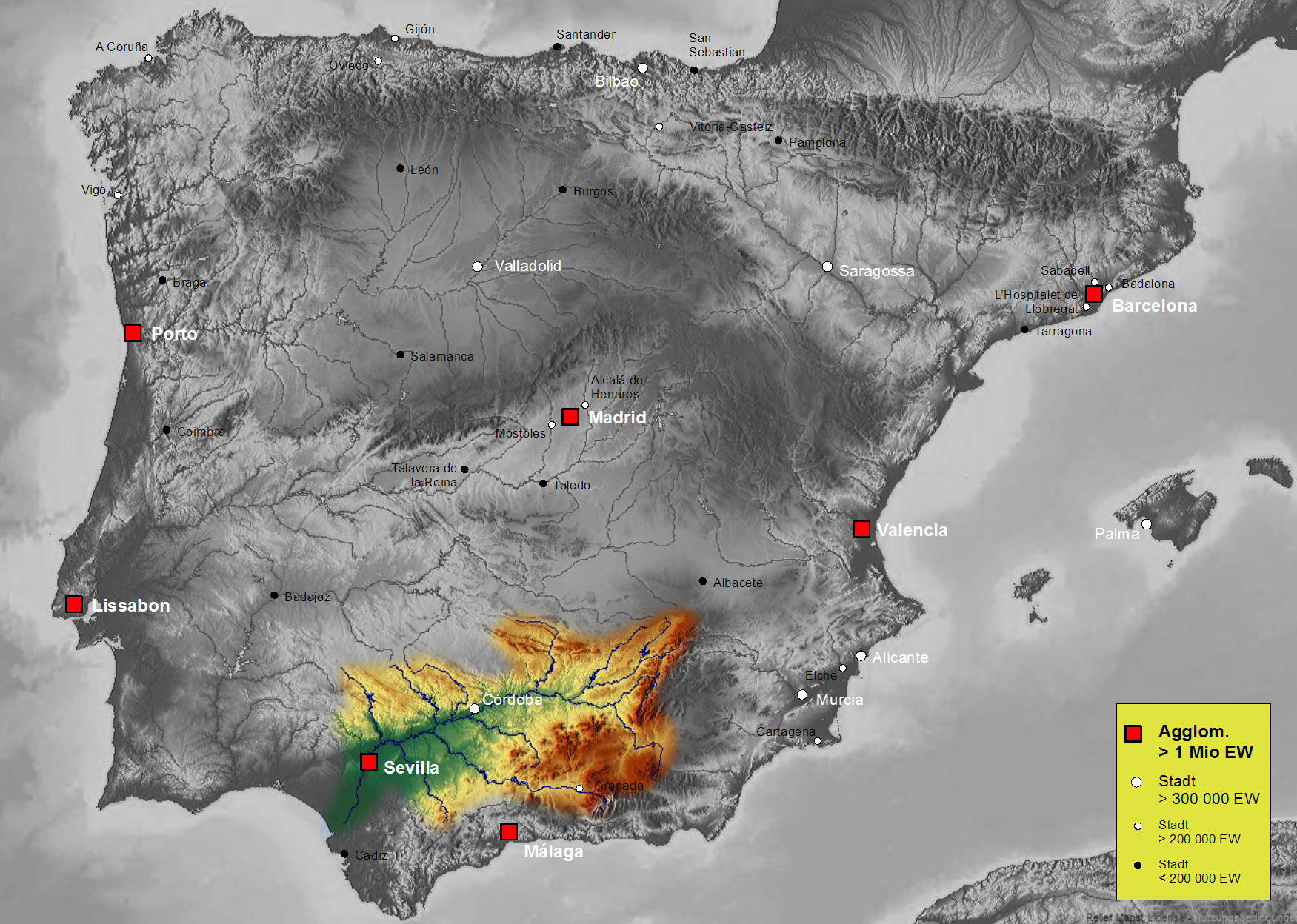
Conca del riu Guadalquivir

Riu d'Andalusia, col·lector de la gran vall que resta entre la vora de la Meseta sud, limitada per la gran falla del peu de Sierra Morena, i el muntanyam bètic (680 km de longitud i 57 120 km² de conca).
S'inicia a la raconada que uneix la serra de Cazorla i la del Pozo, des d'on s'orienta cap al NE. Al congost del Tranco canvia d'orientació cap a ponent fins a Villa del Río; d'ací deriva cap a l'W-SW fins prop de Sevilla, i finalment desemboca per Sanlúcar de Barrameda a l'Atlàntic.
El Guadalquivir continua adossat al peu de la falla, i deixa a l'esquerra un ample glacis d'un relleu complicat. El seu pendent és regular, i des de Sevilla és tan dèbil, que dona lloc a terrenys d'hidrografia indecisa (Las Marismas), on el riu es divideix en braços —caños. Aquest tram final és format per al·luvions recents. El seu cabal a Cantillana, 30 km aigües amunt de Sevilla, és de 164 m³/s, cosa que permet que passin per la seva gola ben bé 200 m³/s. Els afluents principals són: per la dreta, Guadalimar, Jándula, Yeguas, Guadalmellato, Guadiato, Bembézar, Viar, Ribera de Huelva i Guadiamar; per l'esquerra, Guadiana Menor, Guadalbullón, Guadajoz, Genil (40 m³/s), Corbones i Guadaira. El Guadalquivir té un màxim d'aigües altes pel febrer i un altre de secundari pel desembre. L'estiatge és per l'agost. D'una irregularitat en general moderada, sofreix, això no obstant, fortes revingudes. La conca del Guadalquivir ofereix un interès extraordinari amb vista a l'agricultura. Les obres de regatge proliferen a la conca, al llarg del col·lector i del Genil. Les de la riba dreta, alimentades pels afluents que davallen de Sierra Morena, o amb aigües elevades del Pla Jaén, del Rumblar, del Guadalmellato, del Bembézar, del Viar, amb un total superior a 45 000 ha; i a les de la riba esquerra, des de la Palma del Río, a base de les aigües del Genil, es desenvolupa una faixa contínua de regadius fins a Lebrija, amb més de 30 000 ha. Hi ha nombrosos regadius a les depressions de Baza i Guadix. L'obtenció d'energia és facilitada per diverses centrals: al col·lector, la de Doña Aldonza amb 10 400 kW i un embassament de 23 hm3, i la del Tranco de Beas amb 39 800 kW i 500 hm3; als afluents les de Cala del Viar, El Pintado i Jándula, de la riba dreta, que juntament amb altres representen més de 250 000 kW, i a l'esquerra la d'Iznájar amb 77 000 kW, que s'afegeixen als 26 000 kW de les centrals de Cordobilla i Malpasillo. El Guadalquivir té 44 pantans.

## Afluents
- Pel marge esquerre:
  - Riu Guadiana Menor.
  - Riu Guadalbullón, que passa per Jaén.
  - Riu Guadajoz.
  - Riu Genil: és el principal afluent, que li aporta un cabal de 33 m³/s, ja que recull les aigües de Sierra Nevada. Passa per Granada, on rep al Darro, i per Loja, Puente Genil i Écija.
  - Riu Corbones.
  - Riu Guadaira, que passa per Alcalá de Guadaíra i Sevilla.
- Pel marge dret:
  - Riu Guadalimar.
  - Riu Jándula que té part de la conca a Castella-la Manxa.

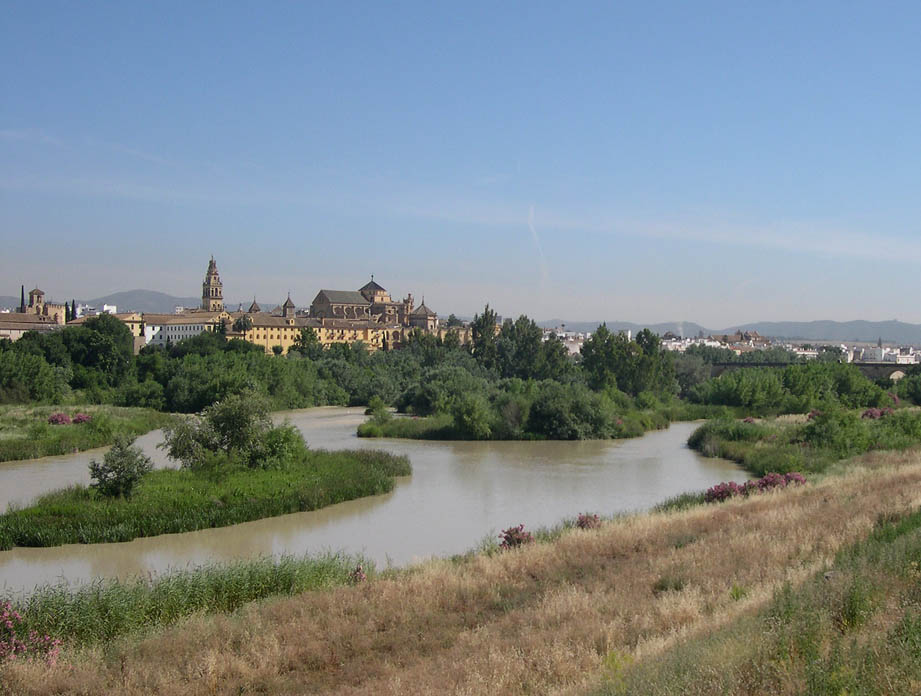
El riu Guadalquivir al seu pas per la ciutat de Còrdova

  - Riu Yeguas.
  - Riu Guadalmellato.
  - Riu Guadiato.
  - Riu Bembézar.
  - Riu Viar.
  - Rivera de Huelva.
  - Riu Guadiamar.

## Règim fluvial
El règim a la capçalera és pluvial amb un màxim a l'hivern que es manté a tota la conca, si bé després de rebre al Genil té influències nivals amb un màxim secundari a la primavera, amb el desgel a Sierra Nevada. La irregularitat és de 5,1 en la capçalera i de 3,4 a la desembocadura.
Les crescudes del Guadalquivir han causat problemes al llarg de la història sobretot a la província de Sevilla, en plena plana al·luvial. El problema de les inundacions s'ha resolt a ciutats com Sevilla o Còrdova, però no als pobles del baix Guadalquivir, com es va poder veure els anys 1996 i 1997, amb greus inundacions. La crescuda més forta al segle xx va ser la de febrer de 1963 amb un cabal de 5.300 m³/s. a Còrdova i 6.700 m³/s. a Sevilla.

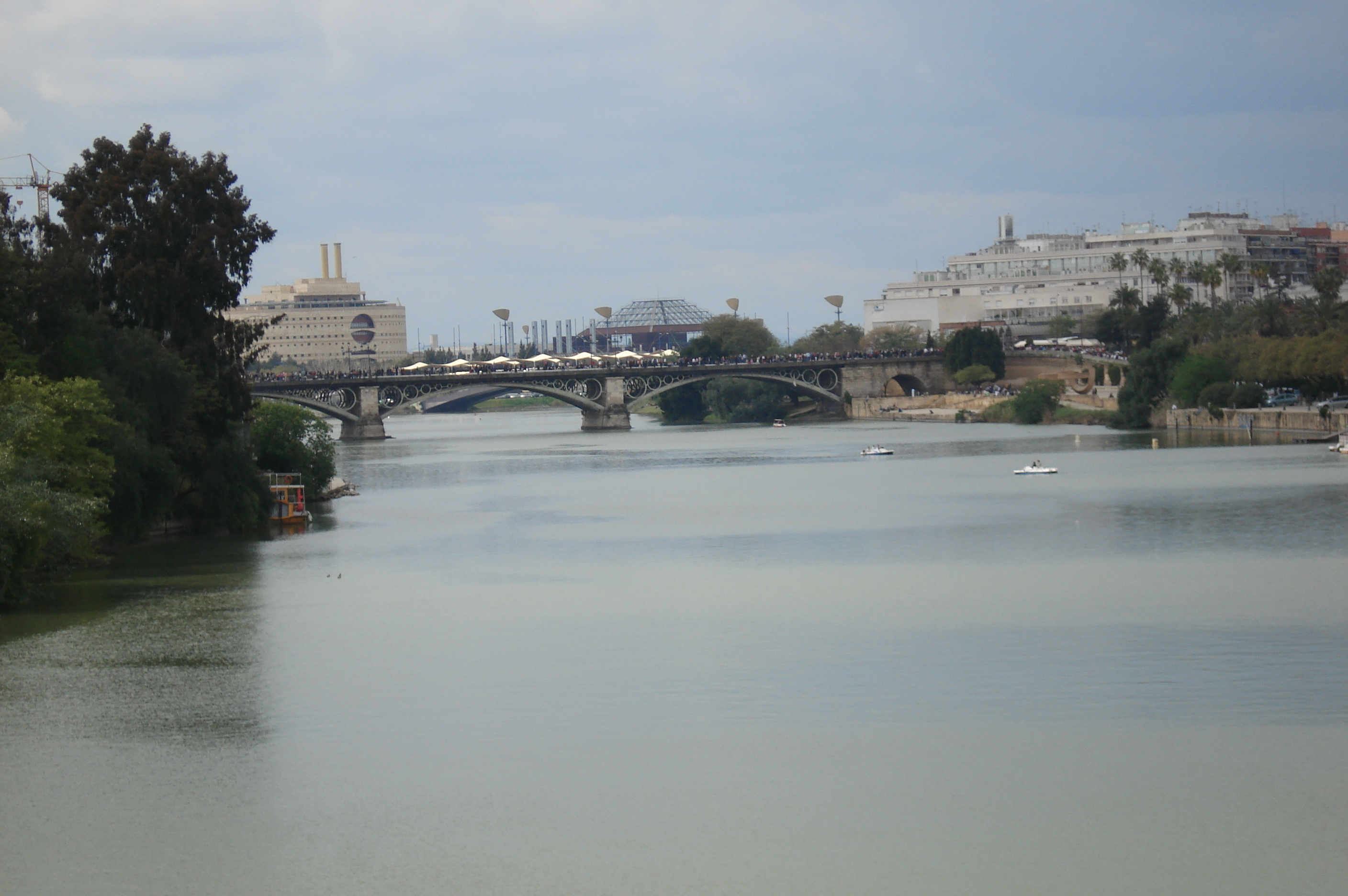
El Guadalquivir al seu pas per Sevilla. Al fons, el pont de Triana.

## Poblacions que travessa
Andújar, Villanueva de la Reina, Montoro, Còrdova, Palma del Río, Lora del Río, La Rinconada, Sevilla, Coria del Río i Sanlúcar de Barrameda, totes elles a Andalusia.

## Embassaments
La conca té una capacitat d'embassament de 8.782 Hm³ Els principals embassaments i pantans són:
- En el riu Guadalquivir
  - Tranco de Beas: 498 Hm³
- En els seus afluents
  - Iznájar, al riu Genil: 981 Hm³
  - Negratín, al riu Guadiana Menor: 567 Hm³
  - Giribaile, al riu Guadalimar: 475 Hm³
  - Bembézar, al riu Bembézar: 342 Hm³
  - Jándula, al riu Jándula: 322 Hm³